# Mak Samoa
Mak Saʻmoa ist ein  traditioneller informeller Tanzstil von Rotuma.
Der Tanz entstand aus samoanischen Tanzstilen („Mak Saʻmoa“ heißt „Tanz von Samoa“ in der Rotumanischen Sprache)
Die Hand- und Fußbewegungen erinnern dabei an die Bewegungsmuster des Siva Samoa.

## Geschichte
Der Mak Saʻmoa galt immer als traditioneller rotumanischer Tanzstil. Erst durch den Kontakt der Einwohner mit Missionaren der London Missionary Society oder der Methodist Church in Fiji and Rotuma realisierten sie, dass die Kunstform von frühen samoanischen Vorfahren (unter anderem dem legendären Volksgründer Raho) übernommen worden war.
Mak Saʻmoa ist heute eher bei den älteren Einwohnern beliebt, die den langsameren Rhythmus schätzen im Gegensatz, beispielsweise, zum Mak Rarotonga, dessen Gesänge auf die schnellere tahitianische Tradition zurückgeht und zu den rarotonganischen Tänzen Otea und Tamure. Der Tanz wird gewöhnlich bei den rotumanischen Feierlichkeiten zur avʻ-maneʻa-Saison getanzt, den so genannten fara.